# Saison 2014 de l'équipe cycliste Etixx

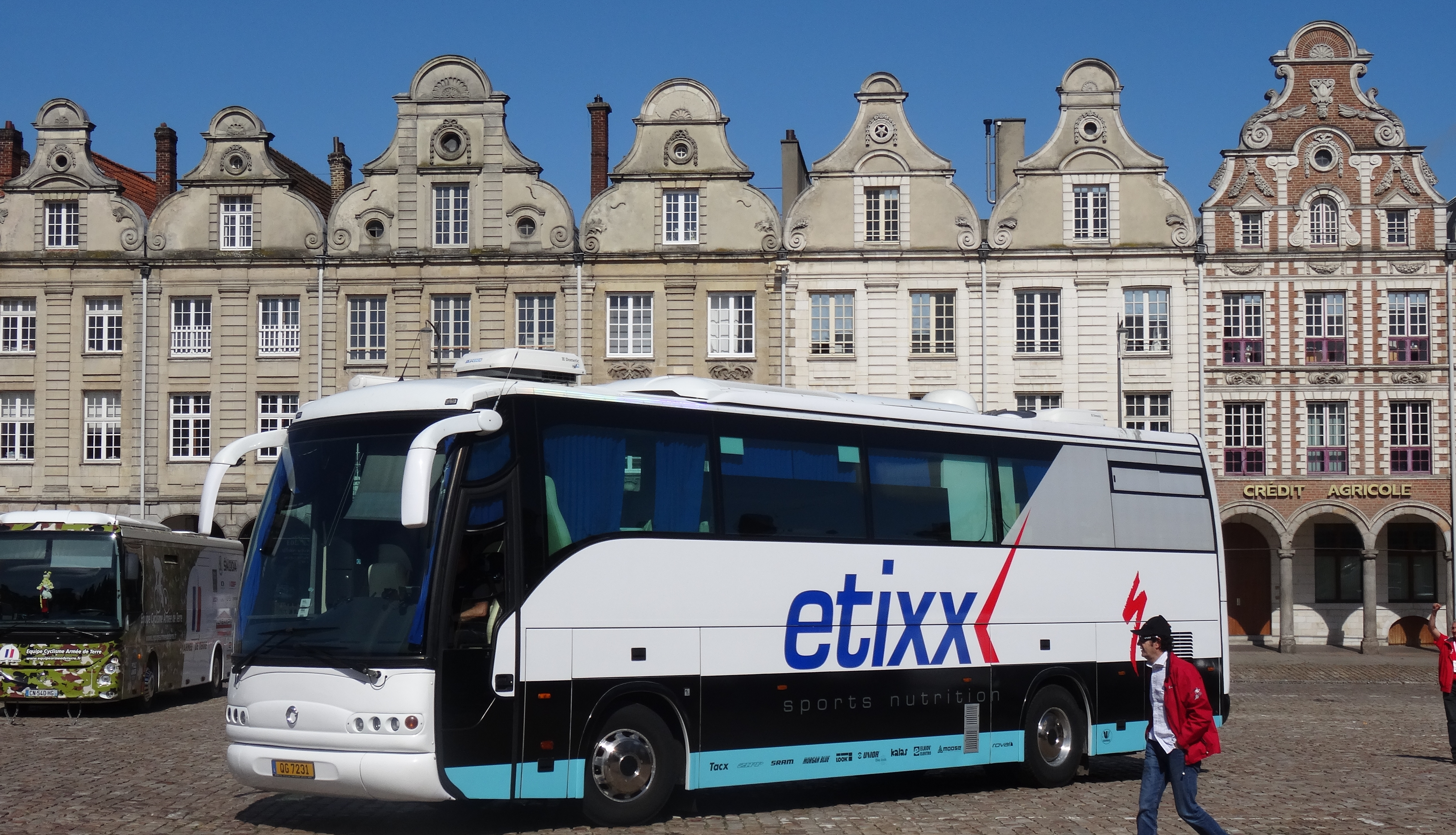
Le bus avant le départ de la 3e étape du Paris-Arras Tour 2014 à Arras.

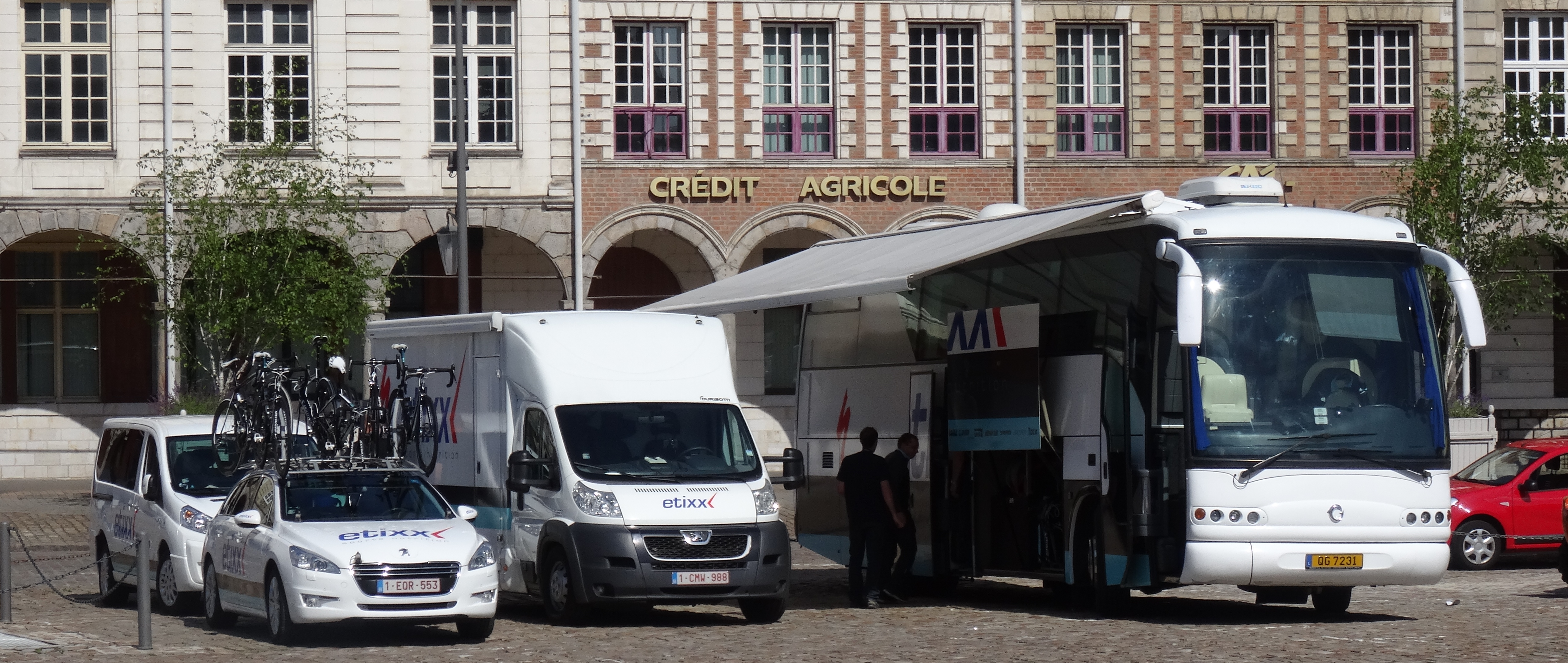
Les véhicules de l'équipe avant le départ de la 3e étape du Paris-Arras Tour 2014 à Arras.

La saison 2014 de l'équipe cycliste Etixx est la deuxième de cette équipe.

## Préparation de la saison 2014

### Arrivées et départs
| Arrivées         | Équipe 2013                 |
| ---------------- | --------------------------- |
| Álvaro Cuadros   |                             |
| Radovan Doležel  | AC Sparta Praha             |
| Paco Ghistelinck | EFC-Omega Pharma-Quick Step |
| Alexis Guérin    | Entente Sud Gascogne        |
| Jan Hirt         | Leopard-Trek Continental    |
| Tim Kerkhof      | EFC-Omega Pharma-Quick Step |
| Josip Rumac      | BK Rijeka                   |

| Départs            | Équipe 2014                 |
| ------------------ | --------------------------- |
| Julian Alaphilippe | Omega Pharma-Quick Step     |
| Dieter Bouvry      | EFC-Omega Pharma-Quick Step |
| Patrick Konrad     | Gourmetfein Simplon Wels    |
| Tomáš Koudela      | Gebrüder Weiss-Oberndorfer  |
| Florian Sénéchal   | Cofidis                     |
| Petr Vakoč         | Omega Pharma-Quick Step     |
| Louis Verhelst     | Cofidis                     |

## Coureurs et encadrement technique

### Effectif

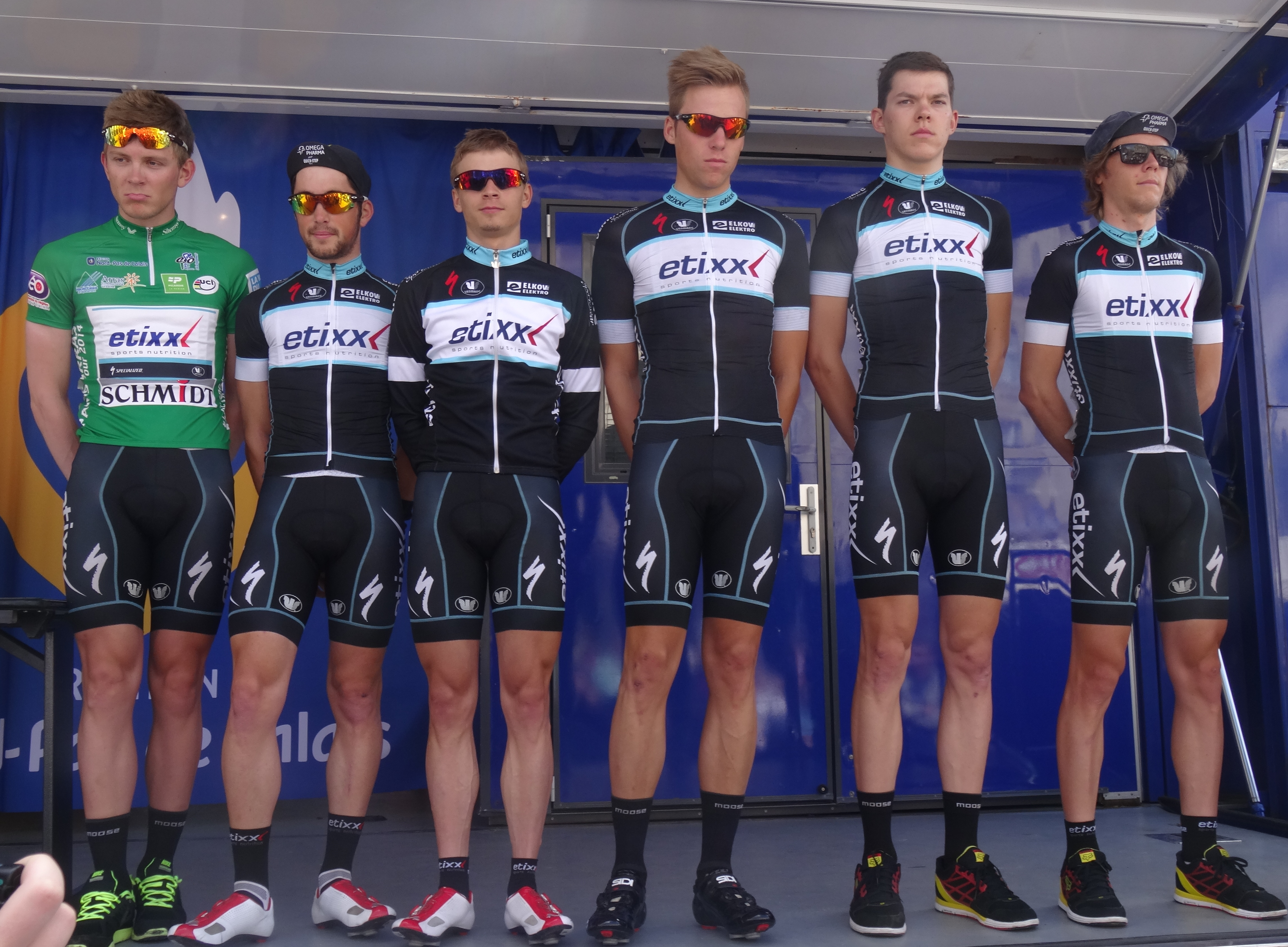
Daniel Hoelgaard, Alexis Guérin, Karel Hník, Tim Kerkhof, Radovan Doležel et Samuel Spokes lors de la 3e étape du Paris-Arras Tour 2014 à Arras.

Treize coureurs dont un stagiaire constituent l'effectif 2014 d'Etixx. Ce dernier, Nick Schultz, entre dans l'équipe le 1er août.
| Cycliste          | Date de naissance | Nationalité | Équipe 2013                 |  |
| ----------------- | ----------------- | ----------- | --------------------------- |  |
| Álvaro Cuadros    | 12 avril 1995     | Espagne     |                             |  |
| Radovan Doležel   | 22 février 1994   | Tchéquie    | AC Sparta Praha             |  |
| Paco Ghistelinck  | 21 mars 1993      | Belgique    | EFC-Omega Pharma-Quick Step |  |
| Alexis Guérin     | 6 juin 1992       | France      | Entente Sud Gascogne        |  |
| Jan Hirt          | 21 janvier 1991   | Tchéquie    | Leopard-Trek Continental    |  |
| Karel Hník        | 9 août 1991       | Tchéquie    | Etixx-iHNed                 |  |
| Daniel Hoelgaard  | 1er juillet 1993  | Norvège     | Etixx-iHNed                 |  |
| Markus Hoelgaard  | 4 octobre 1994    | Norvège     | Etixx-iHNed                 |  |
| Tim Kerkhof       | 13 novembre 1993  | Pays-Bas    | EFC-Omega Pharma-Quick Step |  |
| Josip Rumac       | 26 octobre 1994   | Croatie     | BK Rijeka                   |  |
| Samuel Spokes     | 16 avril 1992     | Australie   | Etixx-iHNed                 |  |
| Łukasz Wiśniowski | 7 décembre 1991   | Pologne     | Etixx-iHNed                 |  |
| Stagiaire         | Date de naissance | Nationalité | Équipe 2014                 |  |
| Nick Schultz      | 13 septembre 1994 | Australie   | CR4C Roanne                 |  |

Portraits
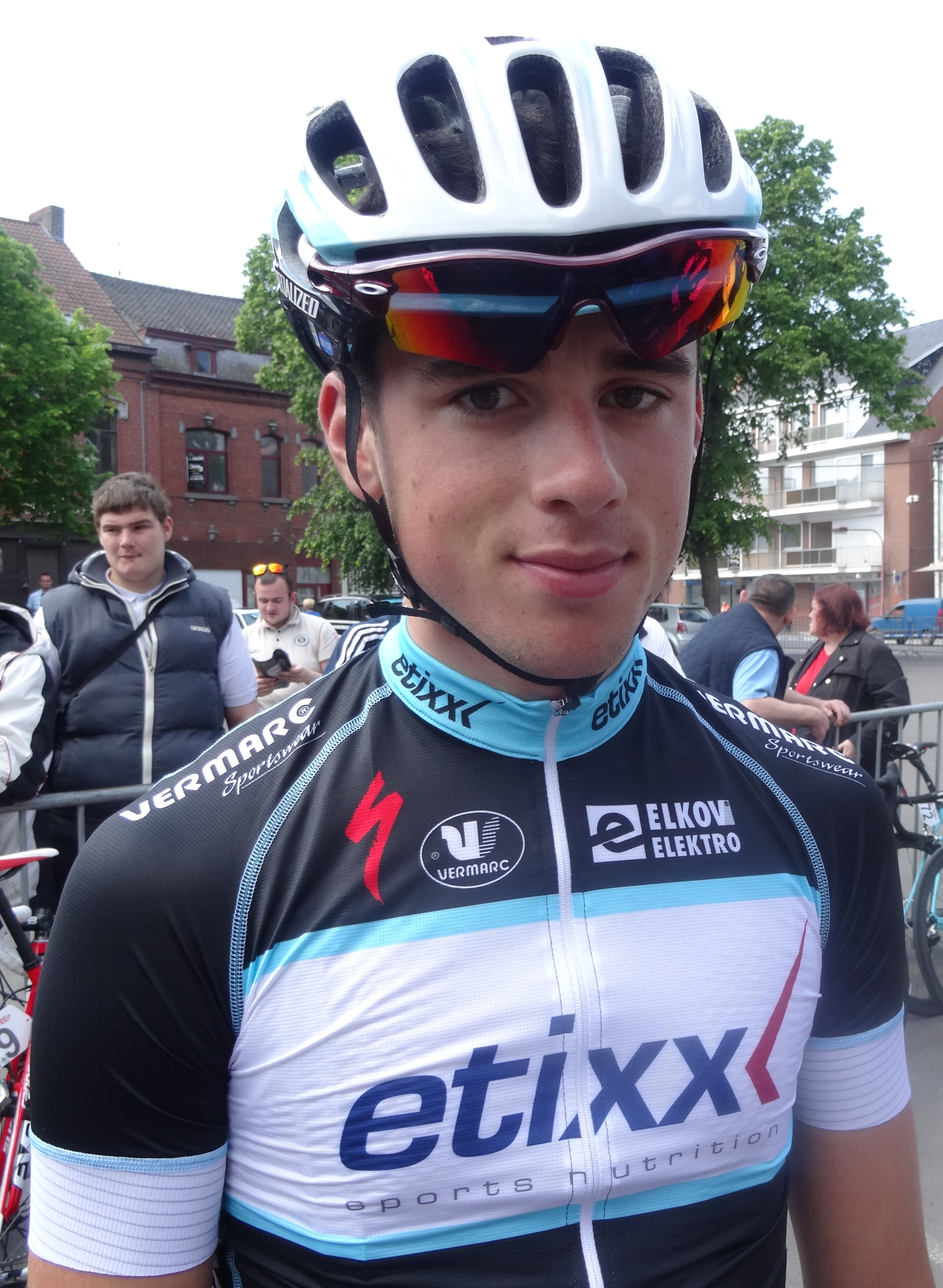
Álvaro Cuadros.
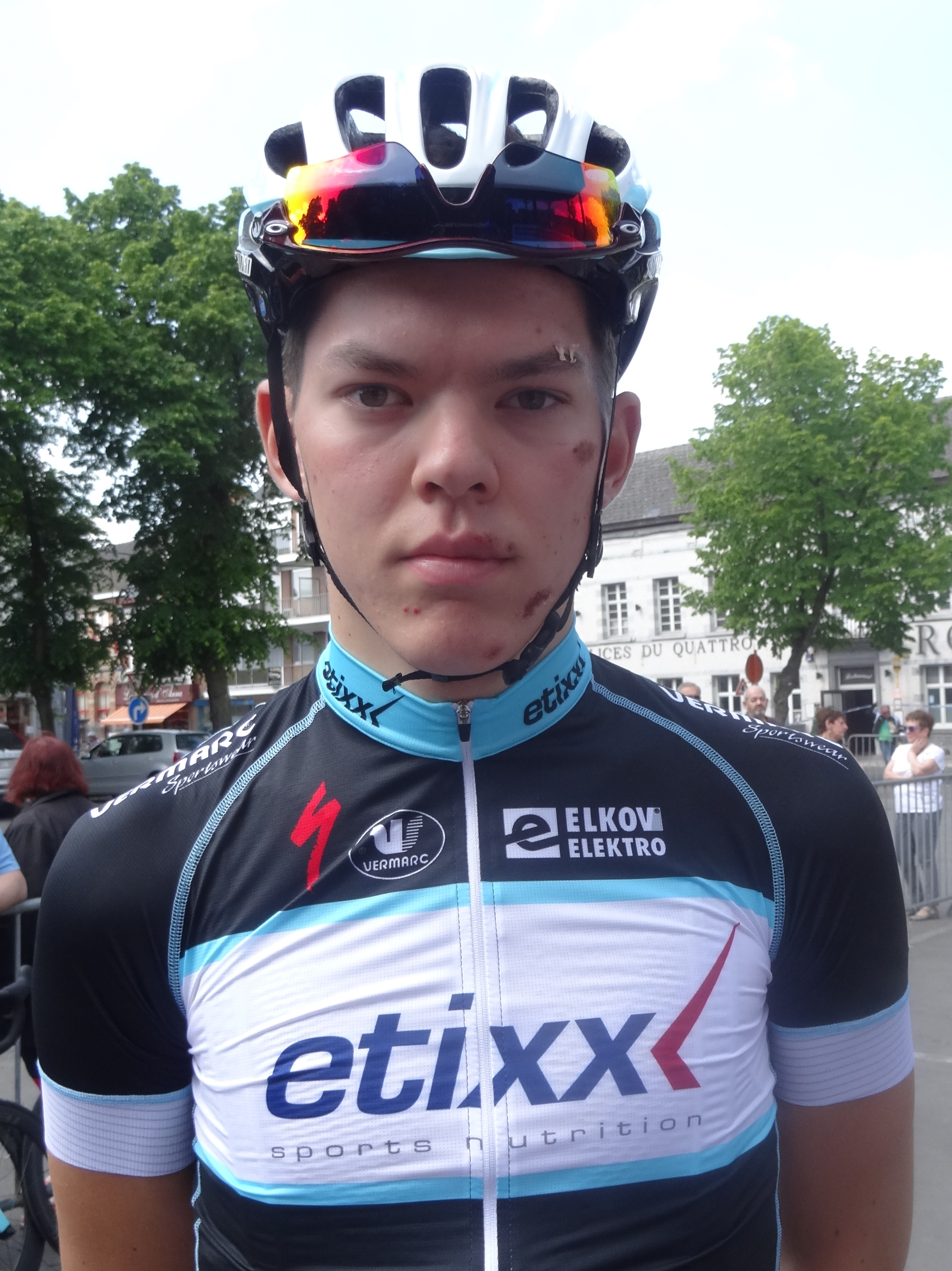
Radovan Doležel.
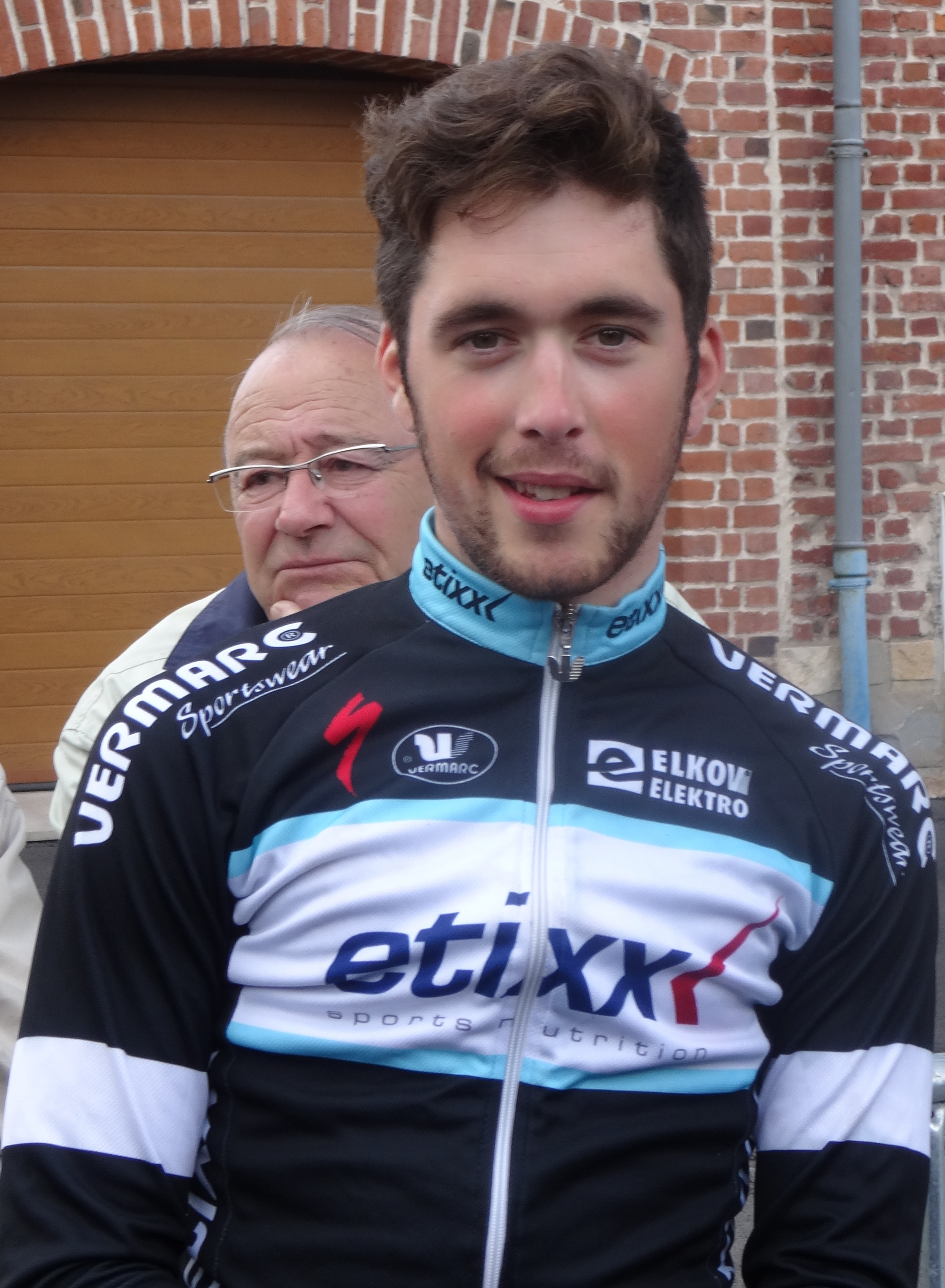
Alexis Guérin.
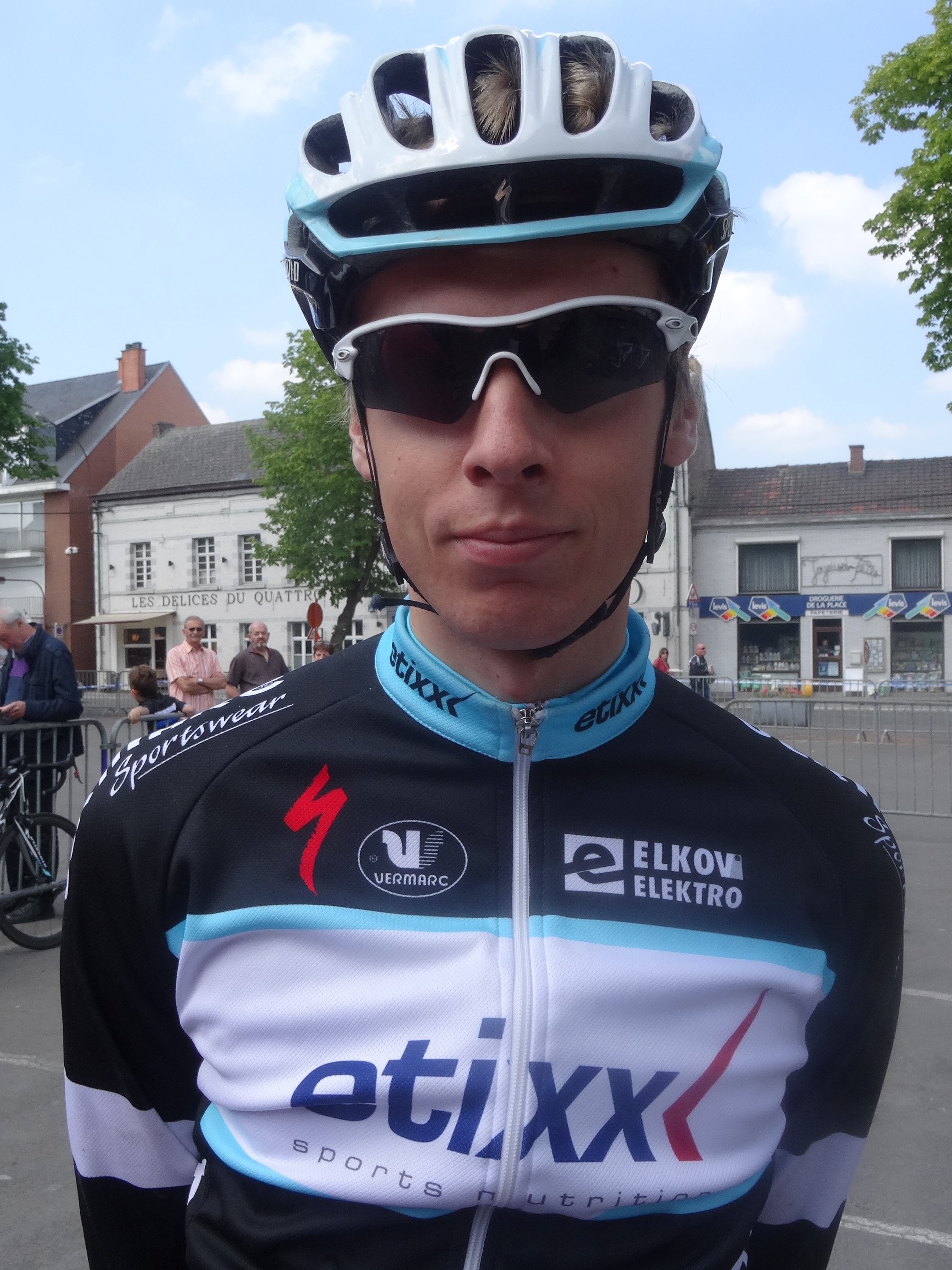
Jan Hirt.
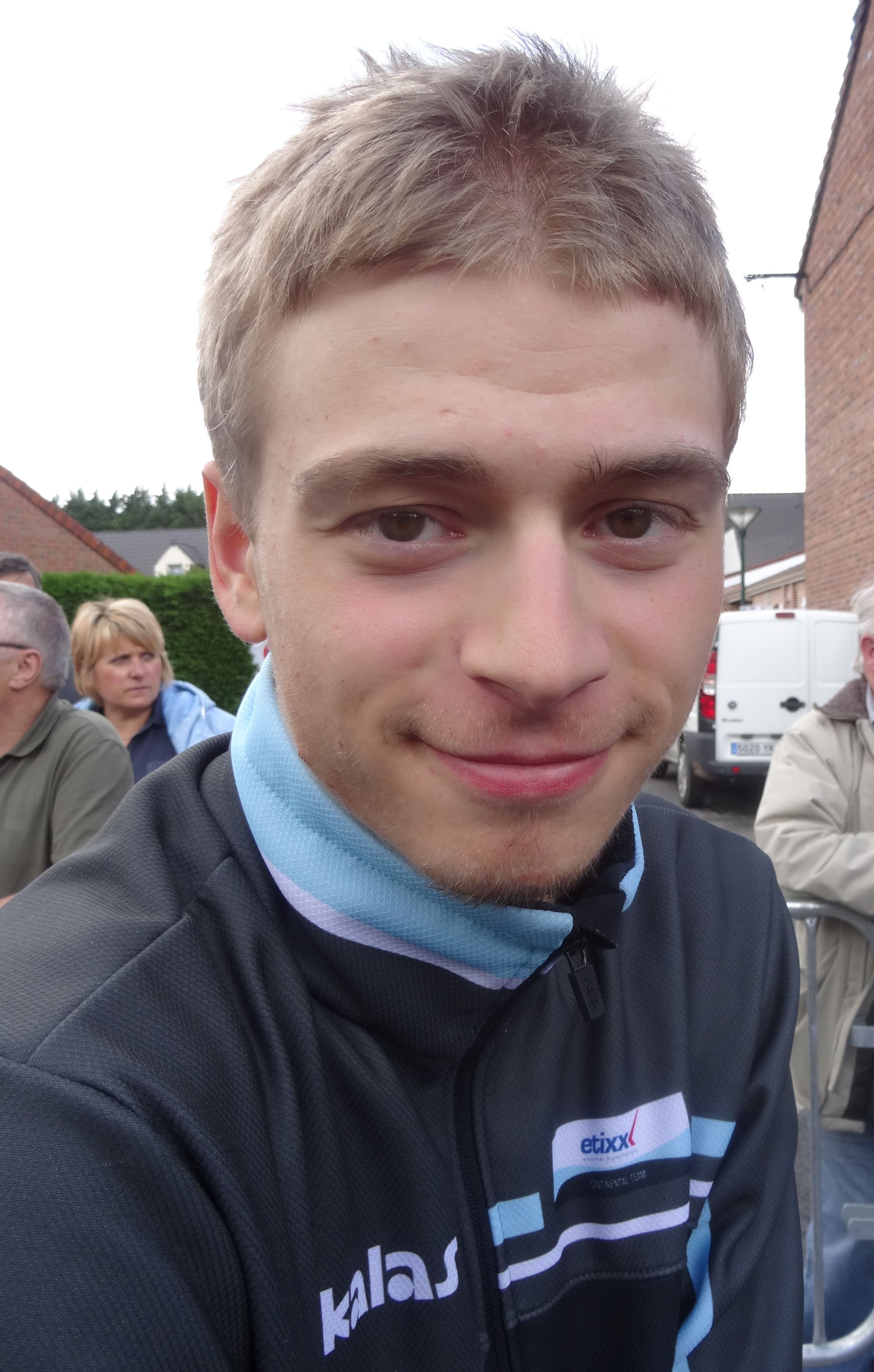
Karel Hník.
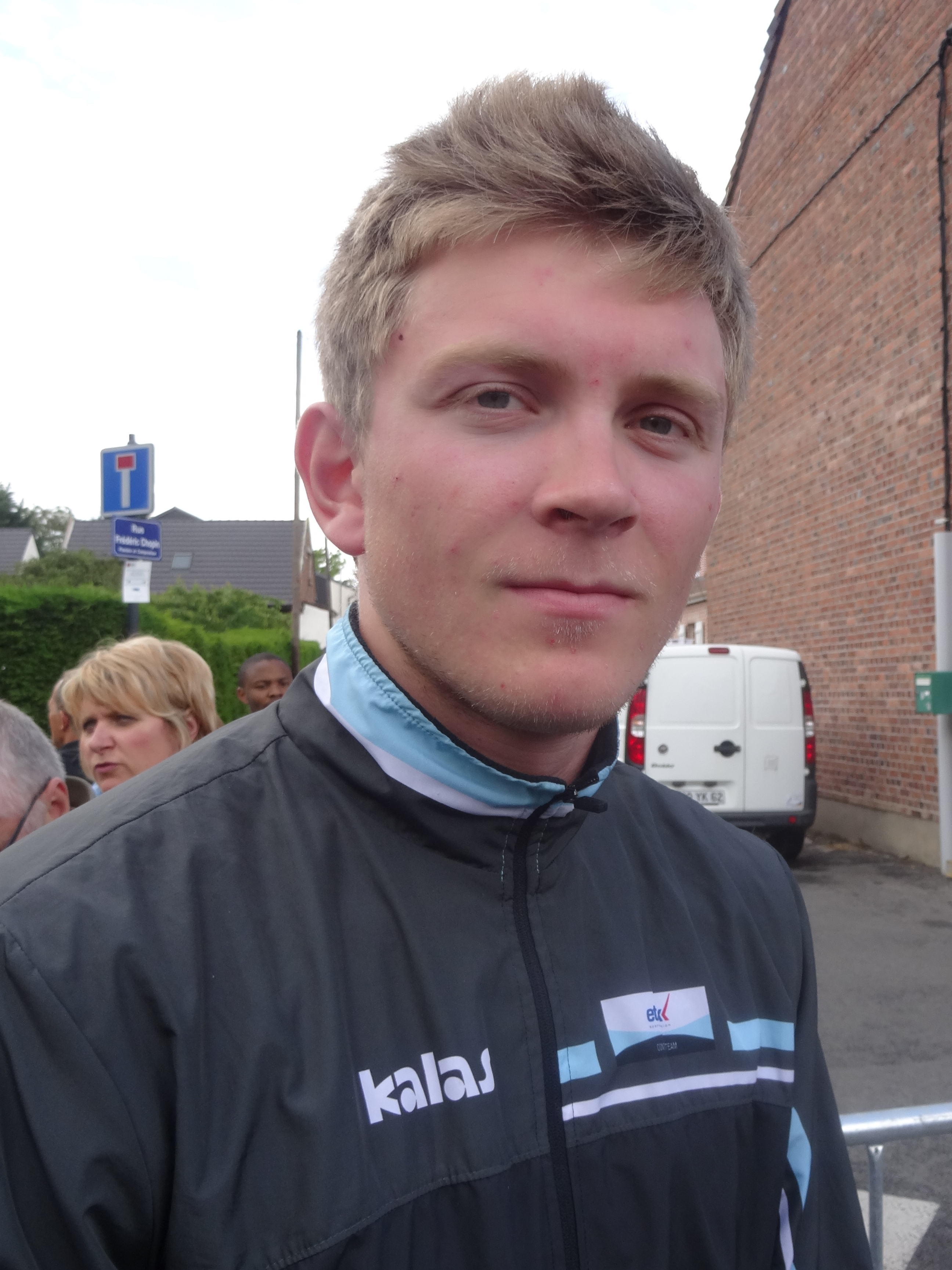
Daniel Hoelgaard.
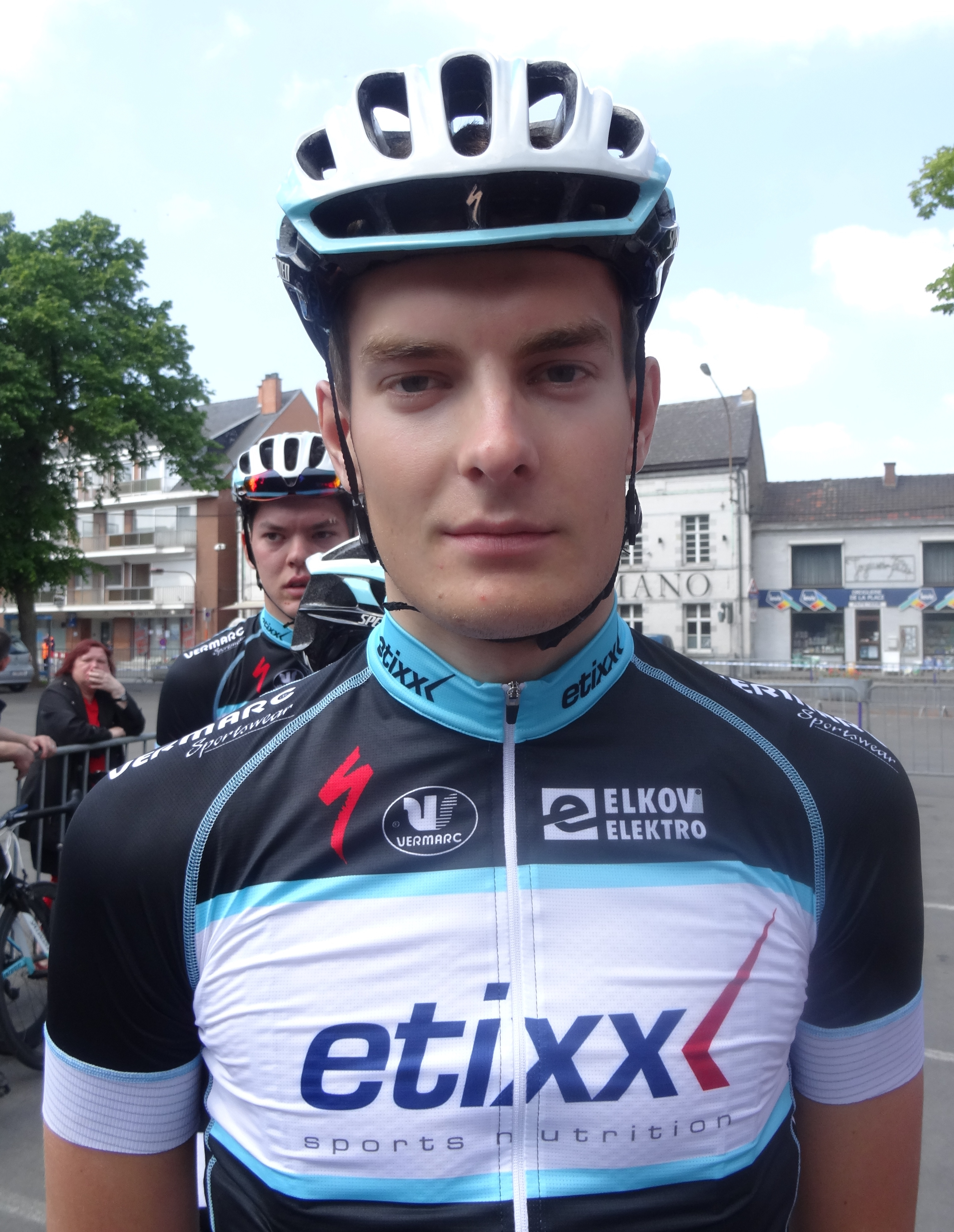
Markus Hoelgaard.
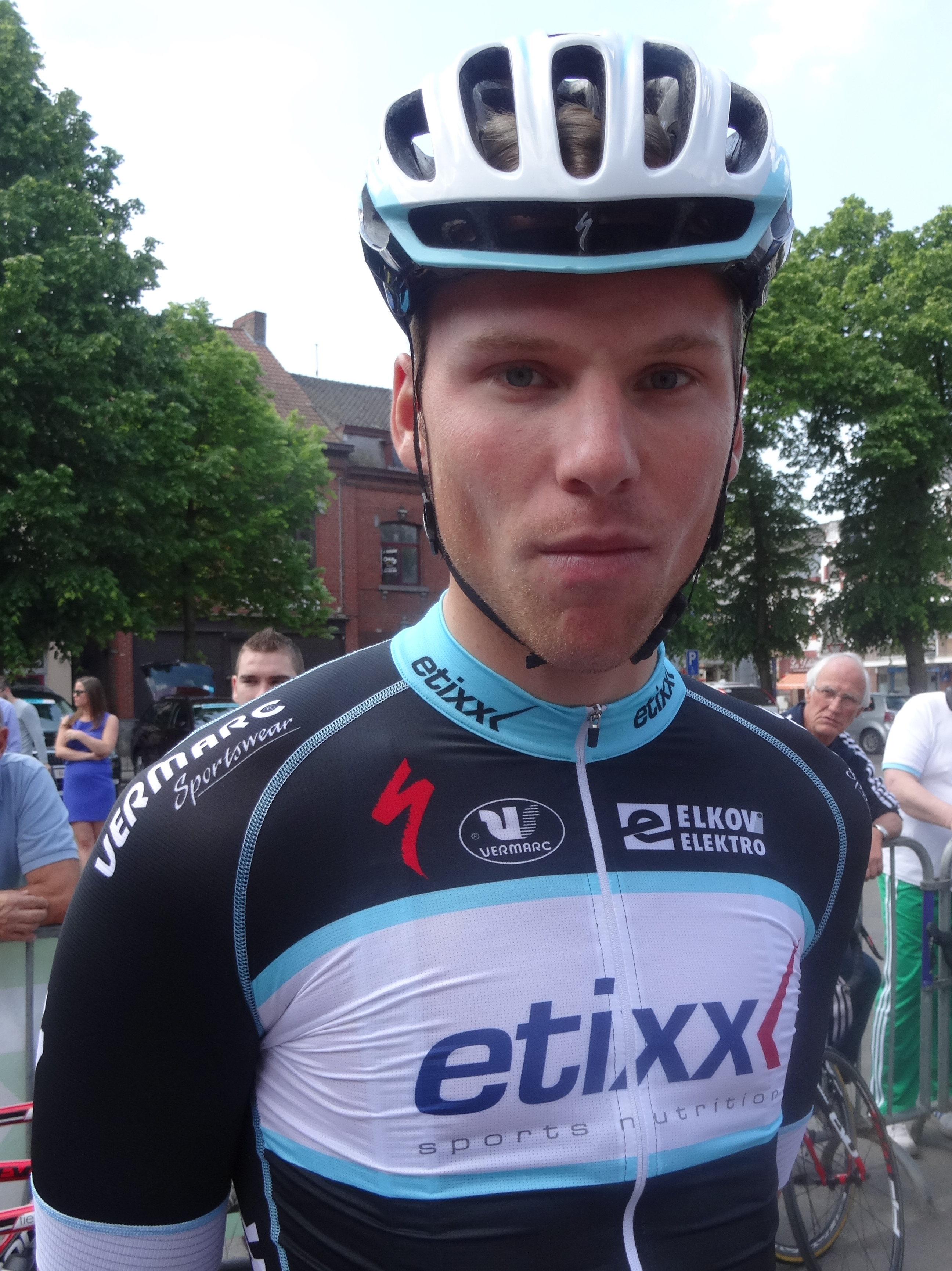
Tim Kerkhof.
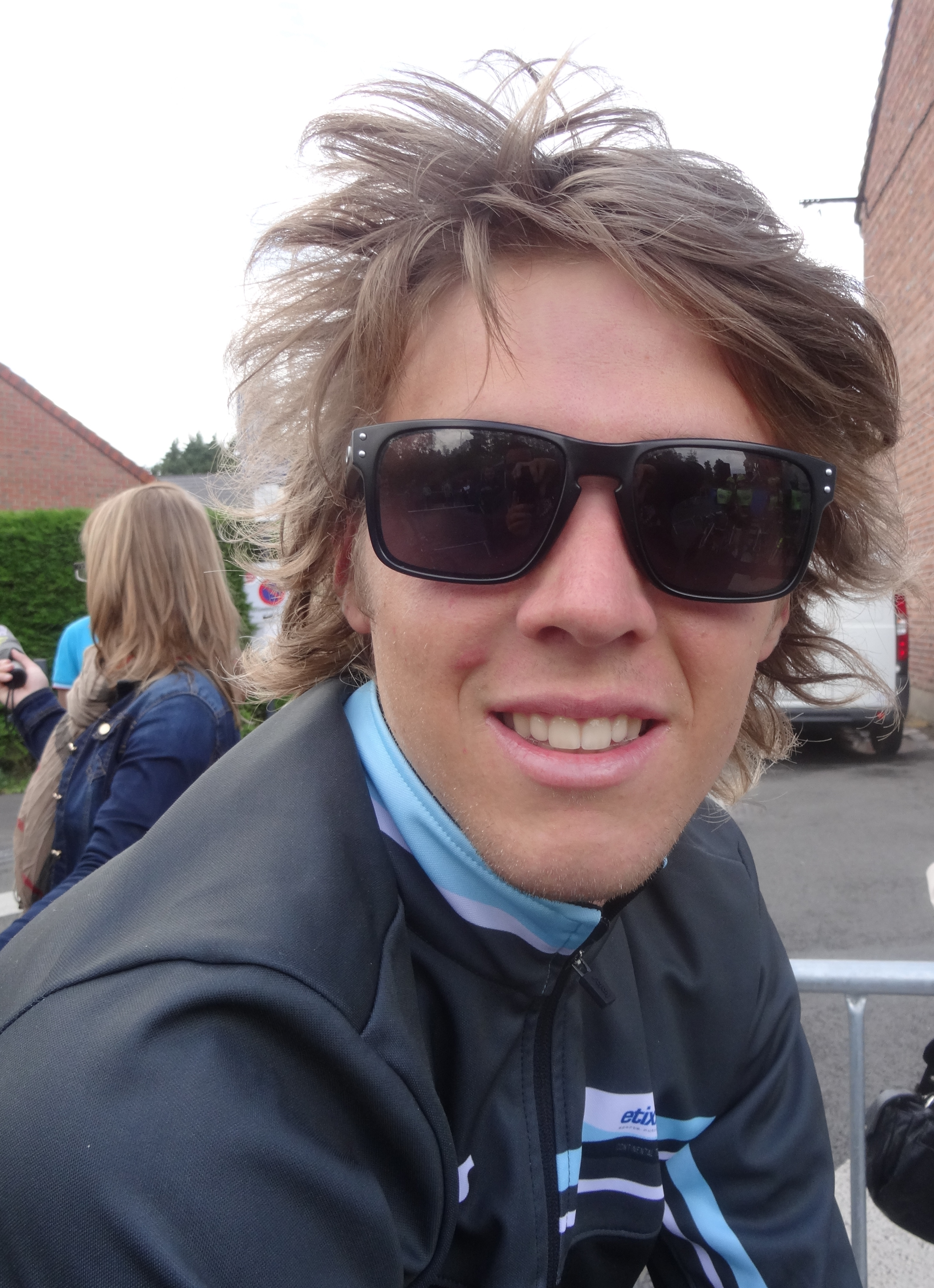
Samuel Spokes.
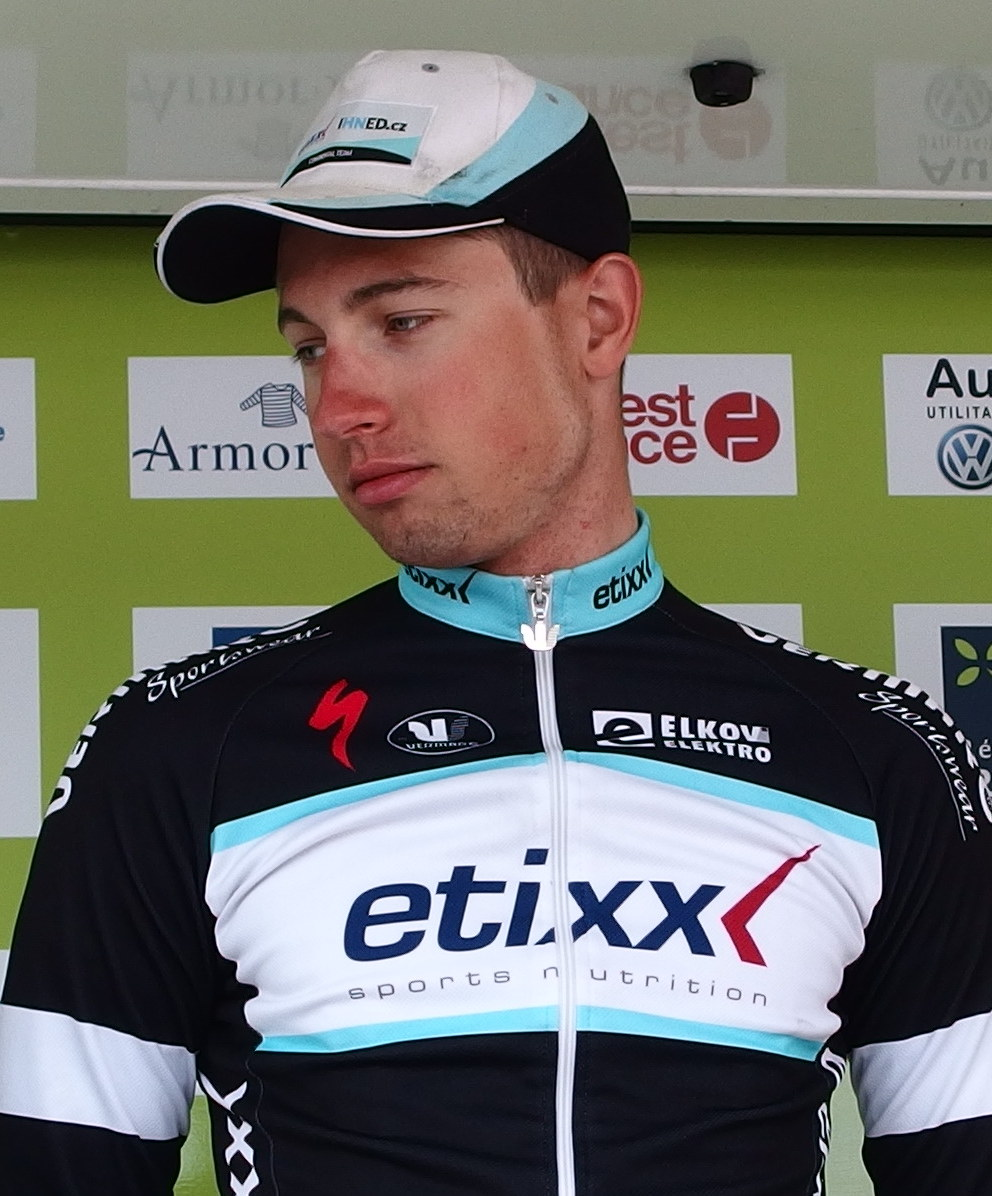
Łukasz Wiśniowski.

## Bilan de la saison

### Victoires

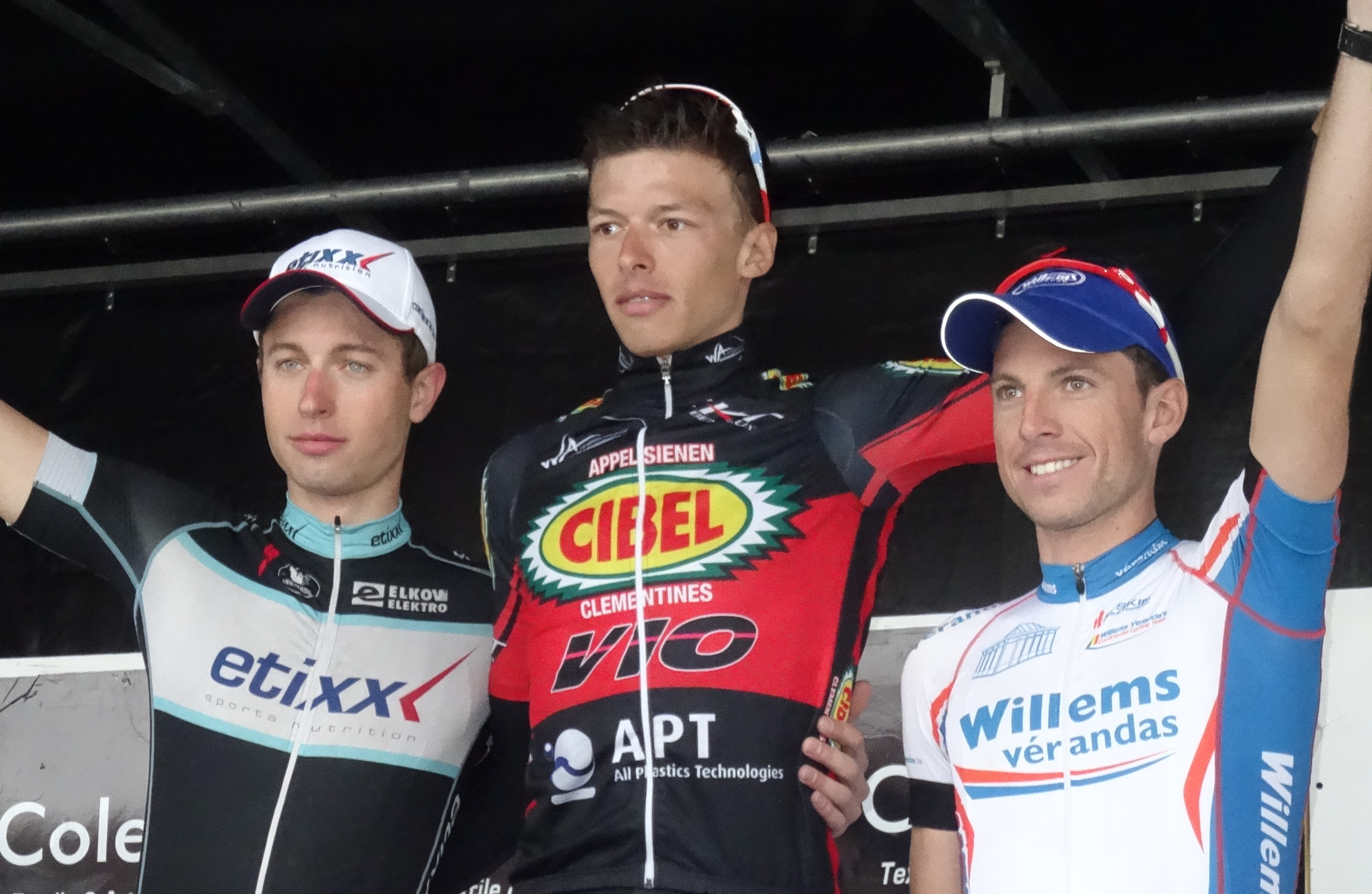
Podium de l'édition 2014 du Grand Prix des commerçants de Templeuve : Łukasz Wiśniowski (2e), Oliver Naesen (1er) et Gaëtan Bille (3e).

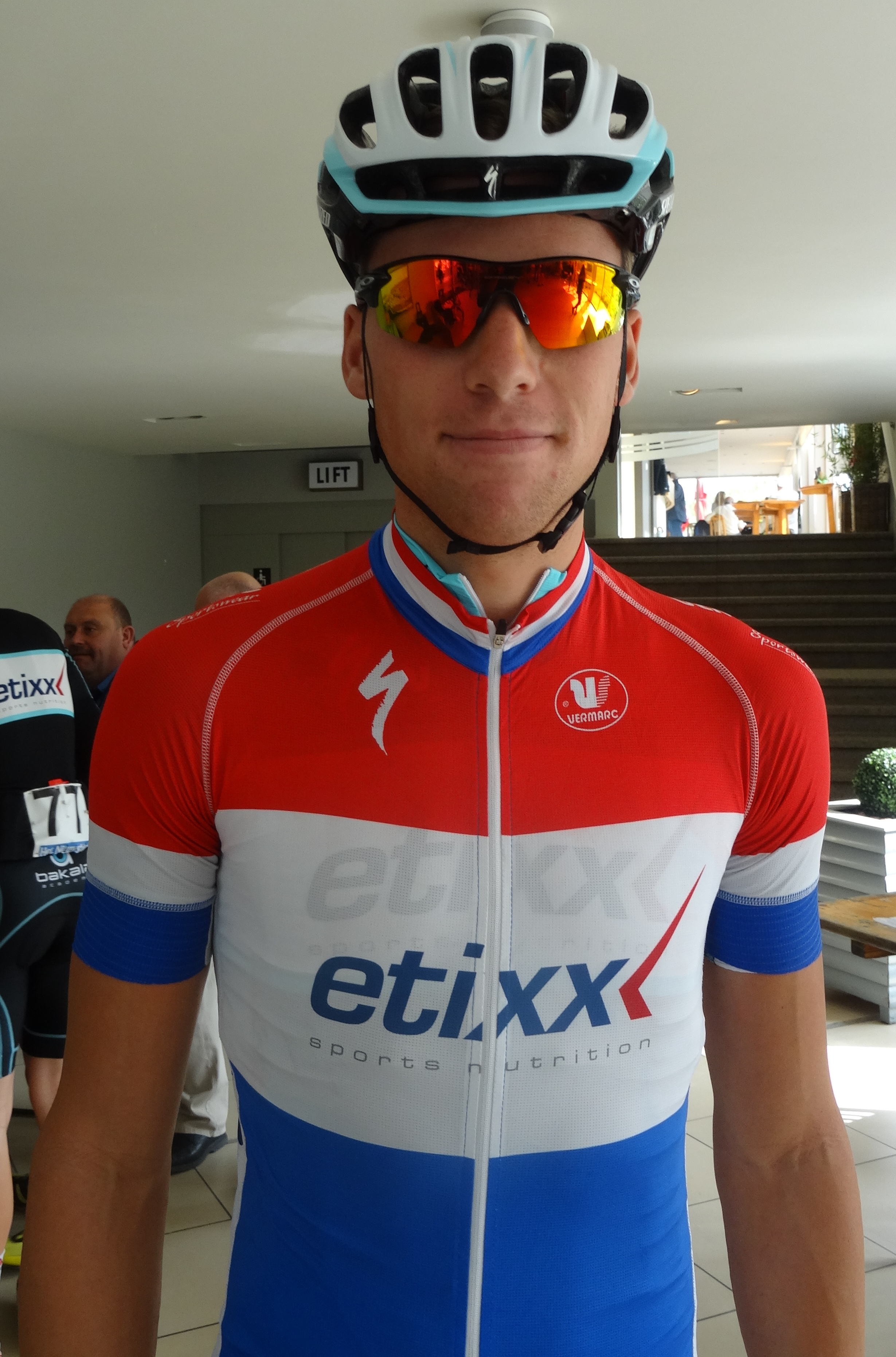
Tim Kerkhof revêtant son maillot de champion des Pays-Bas sur route espoirs lors de la Flèche côtière 2014 à Heist (Knokke-Heist).

L'équipe remporte seize victoires, et compte de nombreuses places d'honneur, c'est ainsi que Łukasz Wiśniowski termine 2e du Grand Prix des commerçants de Templeuve.
| Date       | Course                                                   | Pays     | Classe | Vainqueur         |
| ---------- | -------------------------------------------------------- | -------- | ------ | ----------------- |
| 16/03/2014 | Course des chats                                         | Belgique | 1.2    | Łukasz Wiśniowski |
| 28/03/2014 | 4e étape du Tour de Normandie                            | France   | 2.2    | Łukasz Wiśniowski |
| 29/03/2014 | 4e étape du Tour de l'Alentejo                           | Portugal | 2.2    | Karel Hník        |
| 13/04/2014 | Classement général du Circuit des Ardennes international | France   | 2.2    | Łukasz Wiśniowski |
| 29/04/2014 | 5e étape du Tour de Bretagne                             | France   | 2.2    | Daniel Hoelgaard  |
| 31/05/2014 | 2e étape de la Course de la Paix espoirs                 | Tchéquie | 2.2U   | Samuel Spokes     |
| 01/06/2014 | 3e étape de la Course de la Paix espoirs                 | Tchéquie | 2.2U   | Samuel Spokes     |
| 01/06/2014 | Classement général de la Course de la Paix espoirs       | Tchéquie | 2.2U   | Samuel Spokes     |
| 13/06/2014 | 2e étape de la Ronde de l'Oise                           | France   | 2.2    | Daniel Hoelgaard  |
| 28/06/2014 | Championnat des Pays-Bas sur route espoirs               | Pays-Bas | CN     | Tim Kerkhof       |
| 13/07/2014 | 3e étape du Trophée Joaquim Agostinho                    | Portugal | 2.2    | Karel Hník        |
| 19/07/2014 | 3e étape du Czech Cycling Tour                           | Tchéquie | 2.2    | Jan Hirt          |
| 02/08/2014 | 4e étape du Tour Alsace                                  | France   | 2.2    | Karel Hník        |
| 03/08/2014 | Classement général du Tour Alsace                        | France   | 2.2    | Karel Hník        |
| 04/09/2014 | 1re étape de l'Okolo Jižních Čech                        | Tchéquie | 2.2    | Daniel Hoelgaard  |
| 07/09/2014 | 4e étape de l'Okolo Jižních Čech                         | Tchéquie | 2.2    | Daniel Hoelgaard  |

### Classement UCI

#### UCI Europe Tour
L'équipe Etixx termine à la 19e place de l'Europe Tour avec 590 points. Ce total est obtenu par l'addition des points des huit meilleurs coureurs de l'équipe au classement individuel,.
| Rang  | Coureur           | Points |
| ----- | ----------------- | ------ |
| 62    | Łukasz Wiśniowski | 165    |
| 66    | Karel Hník        | 156    |
| 197   | Samuel Spokes     | 68     |
| 221   | Jan Hirt          | 62     |
| 223   | Daniel Hoelgaard  | 62     |
| 388   | Markus Hoelgaard  | 33     |
| 452   | Alexis Guérin     | 27     |
| 547   | Josip Rumac       | 17     |
| 1 014 | Tim Kerkhof       | 3      |